# Сеслерия голубая
Сеслерия голубая (лат. Sesleria caerulea) — многолетнее травянистое растение из семейства злаковых (Poaceae), характерное для известковых лугов и других кальцефильных местообитаний Европы. Иногда культивируется как декоративное растение в рокариях и натуралистичных посадках.

## Этимология
Видовой эпитет caerulea происходит от латинского слова caeruleus — «синий», что отражает окраску соцветий.

## Ботаническое описание
Многолетний плотнодерновинный злак высотой от 15 до 50 см. Побеги прямостоячие или слегка изогнутые. Корневая система состоит из короткого горизонтального корневища и густых мочковатых корней.
Листья плоские, сине-зелёные, с восковым налётом, шириной 2–4 мм и длиной до 25 см. Язычок листа очень короткий.
Соцветие — короткая, овальная или яйцевидная метёлка длиной 1–3 см, собрана из плотных колосков, содержащих по 3–5 цветков. Колосковые чешуи тёмно-синие, придающие соцветию характерную чёрно-синюю окраску до распускания. Нижняя цветковая чешуя трёхзубчатая, с центральным зубцом, переходящим в короткую ость до 1 мм.
Семена — мелкие зёрна; всхожесть вблизи материнского растения низкая.

### Биология
Гемикриптофит. Цветёт в мае — июне. Размножается преимущественно вегетативно. Часто образует плотные куртины. Образует ассоциации с другими кальцефильными видами: горечавкой, горицветом, гвоздикой, геранями и др.
Кормовое растение для гусениц чернушки Пандроза (Erebia pandrose) и бархатницы бризеида (Chazara briseis).

## Распространение и экология
Ареал охватывает большую часть Европы — от Скандинавии и Прибалтики до Альп, Балкан и Пиренеев. Произрастает в странах: Великобритания, Франция, Германия, Италия, Испания, Польша, Украина, Румыния, страны Балтии, Скандинавия, Балканы и др.
Предпочитает открытые, влажные местообитания с известковыми почвами: меловые и известняковые луга, осыпи, щебнистые склоны, известковые сланцы. Часто встречается на возвышенностях с богатыми кальцием почвами. В Швеции и на Готланде входит в состав кальцефильных растительных сообществ.

## Охранный статус
Внесена в Красную книгу Ленинградской области как вид, находящийся под угрозой исчезновения (вид отмечен в Гатчине на территории «Чудо поляны»), и в Красную книгу Новгородской области — как «находящиеся в критическом состоянии». В Санкт-Петербурге вид считается «вероятно исчезнувшим», до 1970-х годов наблюдалась у платформы Университет (территория нынешнего СПбГУ).
Занесена в Красную книгу Польши как уязвимый вид (категория VU) и с 2014 года находится под частичной охраной. В Польше встречается редко, главным образом в Нидзянской котловине.
Занесена в Красную Книгу Украины как исчезающий вид, который известен в едином локалитете (Северо-Западное Подолье, Вороняки), где растёт в долине реки Золочевка.